# Постоянные Фейгенбаума
Постоянные Фейгенбаума — универсальные постоянные, характеризующие бесконечный каскад бифуркаций удвоения периода при переходе к Динамическому хаосу (сценарий Фейгенбаума). Открыты Митчеллом Фейгенбаумом в 1975 году.

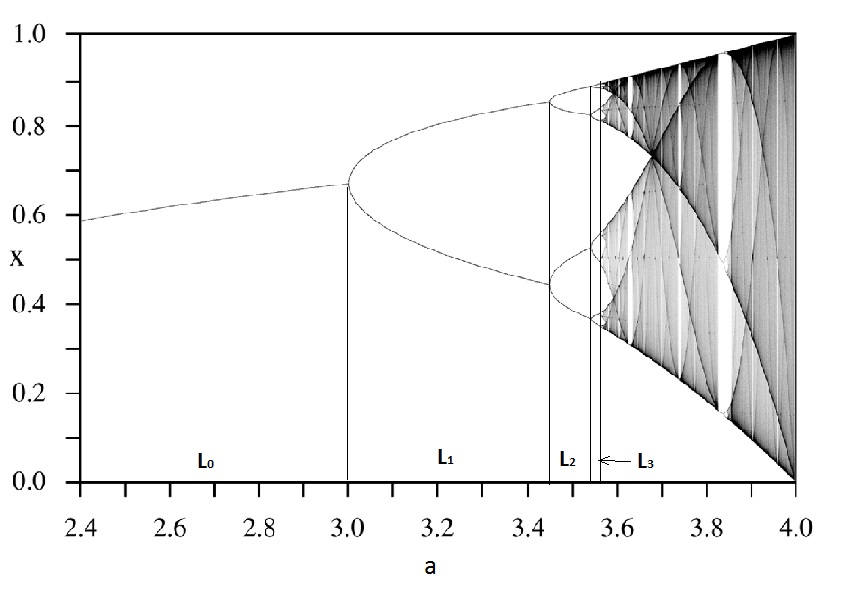
Каскад бифуркаций для логистического отображения. Над каждой точкой на оси абсцисс отложены точки соответствующего предельного цикла отображения. Видно, что при увеличении неподвижная точка сменяется циклом длины 2, он, в свою очередь, циклом длины 4, и так далее. Первая константа Фейгенбаума равна пределу
отношения, где — расстояния между точками бифуркаций.

### Первая константа Фейгенбаума
Одна из простейших динамических систем, где происходит каскад бифуркаций — это рекуррентные 
последовательности {\displaystyle x_{n+1}=f_{a}(x_{n})}, где {\displaystyle a} — некоторый параметр. 
Один из простейшиx примеров функции {\displaystyle f_{a}(x)} — логистическое отображение
{\displaystyle x_{n+1}=f_{a}(x_{n})=ax_{n}(1-x_{n})}
В зависимости от параметра {\displaystyle a}, в системе может присутствовать неподвижная точка или предельный цикл. При изменении {\displaystyle a} может произойти бифуркация, при которой предельный цикл удваивает свой период. Обозначим за
{\displaystyle a_{n}} значения {\displaystyle a}, при которых происходит удвоение периода. Оказывается,
что при больших {\displaystyle n} значения {\displaystyle a_{n}} сходятся к фиксированному значению
{\displaystyle a_{\infty }}. Сходимость происходит по геометрической прогрессии, причём показатель этой
геометрической прогрессии оказывается одинаковым для широкого класса функций 
{\displaystyle f_{a}(x)} (универсальность Фейгенбаума). Этот показатель называется первой константой Фейгенбаума
{\displaystyle \delta =\lim _{n\to \infty }{\frac {a_{n-1}-a_{n-2}}{a_{n}-a_{n-1}}}=4{,}669\;201\;609\;102\;990\;671\;853\;203\;820\;466\;\ldots ,}
При {\displaystyle a>a_{\infty }} динамика системы становится хаотичной.
Физический смысл первой константы Фейгенбаума — скорость перехода к хаосу систем, испытывающих удвоение периода.
Она характеризует каскад удвоения периода во многих сложных динамических системах, таких, как система Рёсслера, турбулентность, рост популяций и пр.

### Вторая константа Фейгенбаума
Вторая константа Фейгенбаума
{\displaystyle \alpha =2{,}502\;907\;875\;095\;892\;822\;283\;902\;873\;218\;\ldots } —
определяется как предел отношения между шириной ветвей на диаграмме бифуркаций (см. рисунок).
Эта константа тоже возникает в описании многих динамических систем.

### Свойства констант Фейгенбаума
Предполагается, что обе константы являются трансцендентными, хотя это ещё не доказано.